# Torrejón el Rubio (kommun)
Torrejón el Rubio är en kommun i Spanien.   Den ligger i provinsen Provincia de Cáceres och regionen Extremadura, i den centrala delen av landet, 210 km väster om huvudstaden Madrid. Antalet invånare är 577.